# Острозька академія (монета)
«Остро́зька акаде́мія» — ювілейна монета номіналом 5 гривень, випущена Національним банком України, присвячена першій українській школі вищого рівня — Острозькій академії, заснованій В. К. Острозьким у 1576 році. У цій школі викладалися слов'янська, грецька, латинська мови і, так звані, вільні науки (граматика, арифметика, риторика, логіка тощо). Першим її ректором був письменник Г. Д. Смотрицький, а вихованцями — відомий вчений і письменник М. Смотрицький, гетьман Петро Сагайдачний та інші. Острозька академія тісно пов'язана з друкарнею, в якій друкувалися твори наставників школи, а 1581 року Іван Федоров надрукував Острозьку біблію.
Монету введено в обіг 28 квітня 2001 року. Вона належить до серії «Вищі навчальні заклади України».

## Опис монети та характеристики
| Номінал грн. | Метал      | Маса, г | Діаметр, мм | Якість виготовлення | Гурт     | Тираж, штук |
| ------------ | ---------- | ------- | ----------- | ------------------- | -------- | ----------- |
| 5            | нейзильбер | 16,54   | 35,0        | звичайна            | рифлений | 30 000      |

### Аверс
На аверсі монети у верхній її частині розміщено малий Державний Герб України, а внизу зображення: праворуч друкарські атрибути: дошка, друкарський верстат, різець; ліворуч — сувій з печаткою, чорнильниця, а також написи в чотири рядки: «УКРАЇНА», «5», «ГРИВЕНЬ», «2001» і логотип Монетного двору Національного банку України.

### Реверс
На реверсі монети у центрі композиції розміщено зображення — викладача та учнів, на другому плані праворуч — Круглої вежі та контурів церкви. Загальне тло, що поєднує зображення, — це перша сторінка острозького букваря, надрукованого в друкарні Івана Федорова, ліворуч розміщено герб князя Василя Костянтина Острозького та напис півколом: «ОСТРОЗЬКА АКАДЕМІЯ», внизу — дата її заснування — 1576.

## Автори

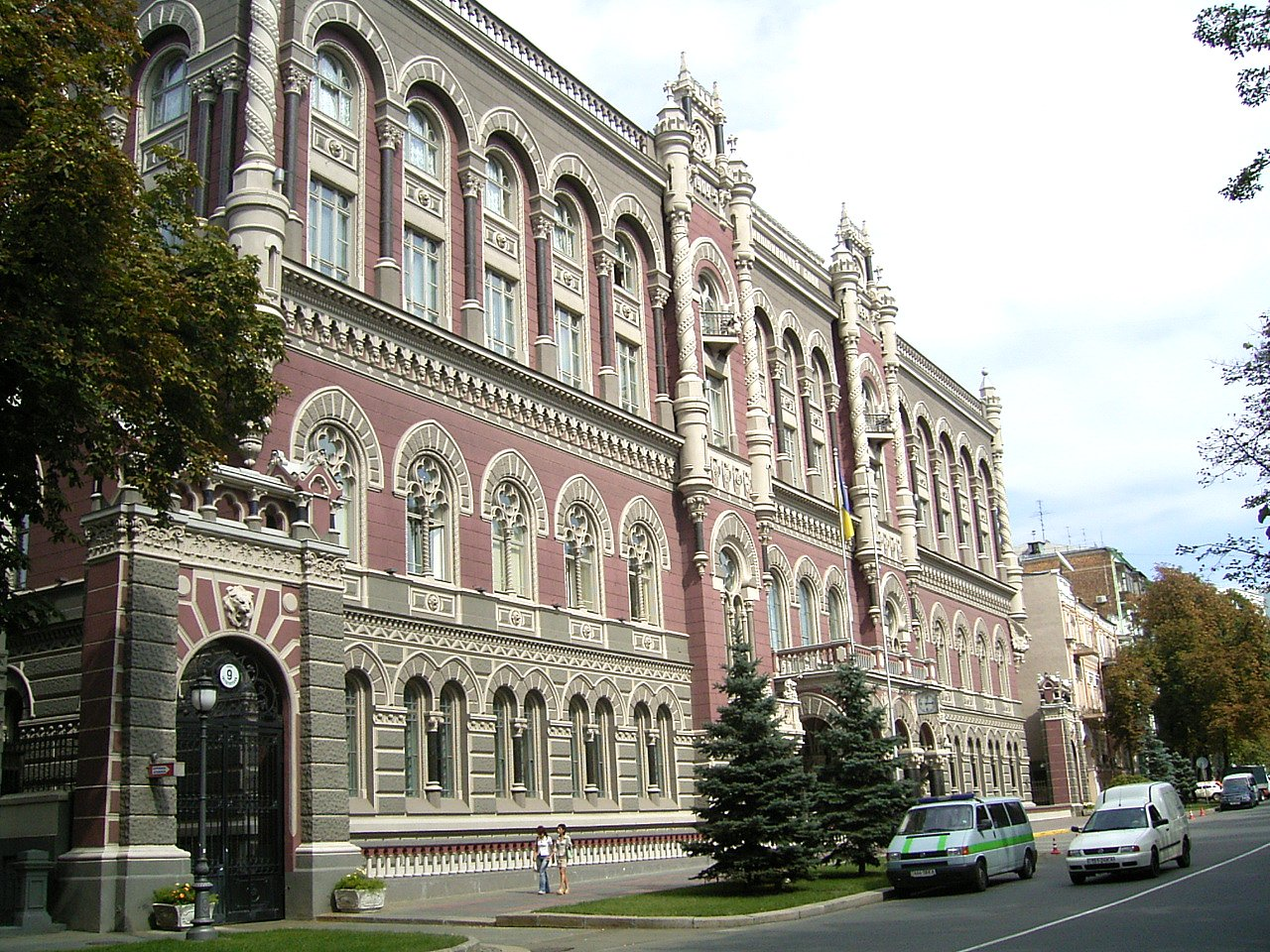
Будівля Національного банку України

- Художники: Бєляєв Сергій, Іваненко Святослав.
- Скульптор — Іваненко Святослав.

## Вартість монети
Ціну монети — 5 гривень, встановив Національний банк України у період реалізації монети через його філії у 2001 році.
Фактична приблизна вартість монети з роками змінювалася так:
| Рік        | 2010 | 2011 | 2012 | 2013 | 2014 | 2015 | 2016 | 2017 | 2018 | 2019 | 2020 | 2021 | 2022 | 2023 | 2024 | 2025 |
| ---------- | ---- | ---- | ---- | ---- | ---- | ---- | ---- | ---- | ---- | ---- | ---- | ---- | ---- | ---- | ---- | ---- |
| Ціна, грн. | 110  | 120  | 140  | 170  | 180  | 300  | 325  | 440  | 390  | 380  | 390  | 390  | 420  | 440  | 660  | 820  |